# Münzbach
Münzbach je městys v rakouské spolkové zemi Horní Rakousy, v okrese Perg.
V městysu žije přibližně 1 800 obyvatel.